# Ivy Valentine
Isabella Valentine (バレンタイン イザベラ?, Barentain Izabera), meglio conosciuta come Ivy (アイヴィー?, Aivi) è un personaggio immaginario della saga videoludica Soulcalibur.

## Caratteristiche
Isabella Valentine, comunemente denominata Ivy, è una nobildonna inglese sprezzante della vita mondana e dedita allo studio e alla pratica dell'alchimia. Il suo interesse per questa inizia in seguito alla morte del padre, che aveva dannato la sua esistenza nella ricerca di un'arma prodigiosa conosciuta come Soul Edge. Da allora l'unico scopo di vita della donna è distruggere definitivamente l'arma malefica affinché non arrechi più danno nel mondo e per potersi sentire in pace con se stessa in quanto è "progenitrice" della Soul Edge.
Ivy utilizza una spada-frusta incantata in grado di allungarsi e contrarsi chiamata Valentine. Questa arma permette di assestare colpi sia a brevi che a grandi distanze grazie all'estensione della catena estro-flessibile nella lama.
Ivy è una donna fredda e riservata, dal temperamento molto austero e cinico. Ha trentadue anni nella sua prima apparizione nella saga, e ha l'aspetto di una donna imponente e avvenente, dalla corporatura formosa alta centosettantanove centimetri e dal peso di sessantaquattro chili. Ha una carnagione insolitamente chiara, i capelli bianchi e gli occhi celesti.

## Storia

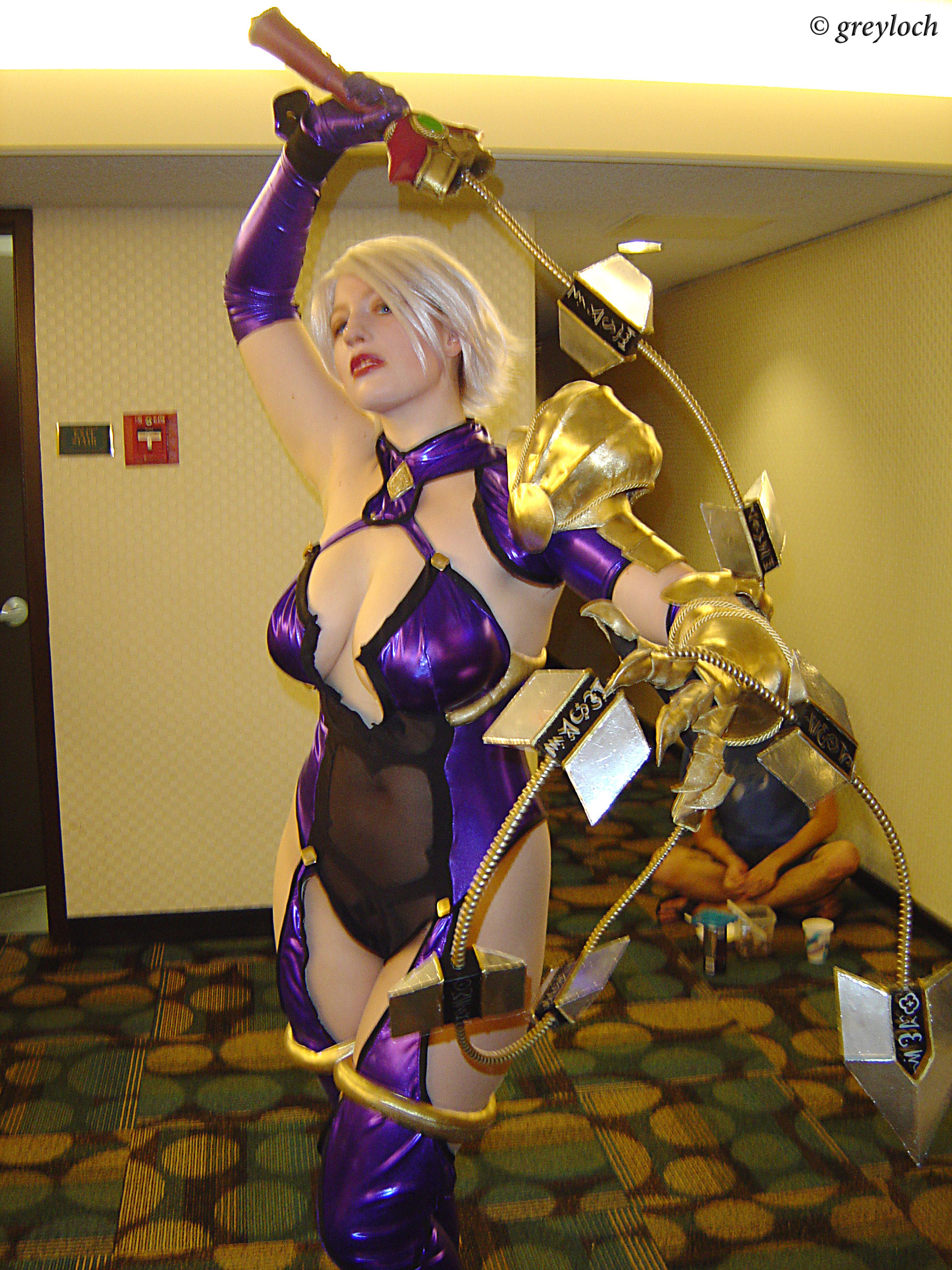
Cosplay di Ivy

Ivy nasce a Londra nel 1559. Cresce nel nobile casato dei Valentine, grandi esponenti dell'aristocrazia di Londra, in Inghilterra. Il defunto padre, Lord Valentine, divorato dalla pazzia, aveva speso gran parte della fortuna di famiglia nella sua ossessione per l'alchimia, alla ricerca disperata della Soul Edge. Poco dopo la caduta della famiglia Valentine, Lady Valentine gravemente malata rivela ad Ivy, in letto di morte, che lei era stata trovata sulla soglia di casa anni fa ed adottata. Tuttavia, Ivy non era affatto interessata nel ritrovare i suoi genitori biologici.
Ivy apprende successivamente delle ricerche del padre sulla Soul Edge annotate nei suoi diari segreti e inizia a seguire le sue orme diventando a sua volta un'alchimista. Apprende anche della natura malefica dell'arma e decide che se mai l'avesse trovata l'avrebbe distrutta. Grazie alla stregoneria riesce a creare un'arma pensata a tale proposito, ma questa "spada-serpente" era priva di vita. L'impresa si rivela difficile e frustrante per la donna, che per mesi ricorre senza successo ad ogni sorta di magia nera finché una notte riesce ad invocare un'entità che dà vita alla lama che sarà battezzata "Ivy Blade".

### Soulcalibur
Nel corso del suo viaggio dannato, incrocia il cammino con il Cavaliere Azzurro, Nightmare, ed i suoi alleati, il golem Astaroth e l'abominio Lizardman. Quando scopre che non era stato altri che Nightmare a dare vita alla spada, Ivy accetta di aiutarlo nel compiere una cerimonia per invocare delle anime, ignara del fatto che fosse lei il vero obiettivo della Soul Edge.
Dopo l'esecuzione della cerimonia, Ivy inizia a sentirsi colpevole per le numerose vite innocenti da lei prese, e disgustata dal fatto che gli altri membri avevano tratto divertimento dall'empietà commessa, specialmente Astaroth. Quando prova a fuggire, Astaroth la blocca e le rivela che la spada brandita da Nightmare è la Soul Edge stessa, e che quest'ultimo l'avrebbe utilizzata come un nuovo corpo ospitante per la Spada Malefica. Astaroth la affronta e ha la meglio, ma non riesce ad ucciderla a causa dell'irruzione dei guerrieri Kilik, Xiangua e Maxi. Approfittando della situazione, Ivy riesce a malapena a lasciare il luogo.

### Soulcalibur II
Ivy chiede un giorno la verità a Nightmare, dopo aver avuto uno scontro con la kunoichi Taki. La donna rivela ad Ivy che la sua arma e il suo stesso corpo erano investiti della medesima aura malefica della Soul Edge e di averla riscontrata in un demonio da lei precedentemente affrontato che imperversava nei mari, il pirata Cervantes de Leon. L'incontro tra Ivy e Cervantes non tarda ad arrivare ed ella scopre l'orribile verità sulle sue origini: circa trent'anni prima, Cervantes aveva violentato la giovane figlia di un locandiere per volere della Soul Edge, ed Ivy era il risultato di quell'empia unione. La neonata Ivy fu poi lasciata dalla madre biologica presso la magione dei Valentine, che decisero di tenerla con sé e di riconoscerla come loro figlia. Essendo dunque la figlia naturale di Cervantes, trasformato dalla Spada Malefica in una sorta di demone, in lei scorreva il sangue maledetto di questa.
Scossa dalla rivelazione, Ivy si segrega nel laboratorio della sua magione e dopo quattro anni di studi e ricerche sulle anime, Ivy riprende il suo viaggio determinata più che mai a distruggere la Soul Edge e tutto quello che la riguardasse, affiancata dalla sua spada, che ribattezza "Valentine". Determinata a contrastare la lama, Ivy trova il suo attuale detentore, Inferno, che sconfigge, riuscendo a fermare temporaneamente la Soul Edge.

### Soulcalibur III
Diversi giorni dopo l'inizio di un nuovo viaggio, la spada di Ivy inizia a cambiare in modo sospetto fino a diventare instabile e questo spinge la donna a tornare nella sua magione per indagare. Nella via del ritorno, Ivy si sofferma in una cittadina accademica inglese, dove legge svariati libri sulle arti magiche provenienti da ogni parte del mondo. Ne trova uno molto antico nel quale vi sono dettagliati studi e nozioni della Soul Edge da lei mai conosciute prima di quel momento. Continuando i suoi studi Ivy apprende anche dell'esistenza di una spada gemella dalle caratteristiche opposte, una spada sacra, la Soul Calibur. Tornata alla sua magione, Ivy si imbatte in Zasalamel, un misterioso uomo che si aggira per la sua casa, in cerca dello stesso libro. Tra i due avviene uno scontro nel quale l'uomo riesce a raggirarla, afferrare il libro, bruciarlo e poi dileguarsi. Ivy trae la conclusione che l'uomo appena combattuto sa molte cose sulla lama e che cerchi in tutti i modi tenere tali conoscenze segrete, quindi decide di mettersi sulle sue tracce.
Non passa molto affinché Ivy incroci nuovamente Cervantes, sulle tracce di Zasalamel per conto della Soul Edge, e l'obiettivo comune mette i due in conflitto. Ivy sconfigge suo padre e dunque affronta Zasalamel, sconfiggendolo, ma una forza s'impossessa dell'uomo e questo si trasforma in Abyss, il nuovo detentore della Lama Malefica. Ivy sconfigge la creatura e la separa dalla Soul Edge, che cerca di soggiogarla intrappolandola in sé. Ivy tuttavia lo impedisce e distrugge anche questa nuova incarnazione della Lama.

### Soulcalibur IV
Ivy prosegue le sue ricerche per distruggere la Soul Edge, il suo viaggio la porta in un grande impero dell'Est dove apprende i segreti della Spada dello Spirito, unica arma in grado di distruggere Soul Edge. Tuttavia, Ivy non può brandire la Spada dello Spirito dato che nel suo sangue scorre quello malefico di Soul Edge. Abbandonate le ricerche Ivy fa ritorno nella sua dimora dove continua i suoi studi sull'alchimia per trovare una soluzione alternativa: la creazione di un'anima pura in grado di brandire Soul Calibur, ma Cervantes irrompe nella dimora intenzionato a prendersi l'anima di sua figlia e dopo uno scontro riesce ad ottenere la meglio assorbendo gran parte dell'anima di Ivy. Vicina alla morte, l'unica opzione rimasta ad Ivy è quella di unire l'anima pura appena creata alla sua sperando che riesca a maneggiare la Spada dello Spirito. Dopo aver appurato che la sua spada Valentine risponde ancora ai suoi comandi Ivy parte dunque per l'ultima fase del suo viaggio.

### Soulcalibur: Broken Destiny(non canonico)
Durante i suoi viaggi Ivy incontra Hilde, quest'ultima è alla ricerca di una cura per la malattia del padre, il sovrano di Wolfkrone. Ivy decide di offrire il suo aiuto ma in cambio chiede l'anima del padre, Cervantes.

### Soulcalibur V
Ivy raggiunge Ostrheinsburg al fine di distruggere Soul Edge una volta per tutte, giunta a destinazione trova Cervantes ad attenderla. Nel loro incontro decisivo alla fine Ivy riesce ad avere la meglio sul padre mentre nello stesso istante la Soul Edge si frantuma e scompare. Dopo aver trascorso una vita a studiare la spada maledetta Ivy si rende conto che in realtà la Soul Edge stava semplicemente aspettando il suo tempo in un'altra dimensione in attesa di poter rinascere nel suo. La spada stessa era quindi irraggiungibile per Ivy, ma cosa sarebbe successo se avesse potuto "rubarla" dal suo mondo? Ivy studiò per decenni il luogo di provenienza della spada, un luogo chiamato "Caos astrale". È stata la Soul Edge ad imporre questo destino ad Ivy, un corpo senza età in cui scorre il potere della spada maledetta e Ivy non si fermerà finché non avrà estirpato completamente Soul Edge.

## Le armi di Ivy
- Mirage Blade
- Wiseman Mace
- Dream Blade
- Chained Flail
- Viper Edge
- Alraune
- Fish Bones
- Demon Tail
- Kaleidoscope
- Soul Calibur
- Magical Sausage
- Kogarashi
- Black Widow
- Ivy Blade (Valentine)
- Proxy
- Phoenix Talon
- Soul Edge (Completa)
- Prototype Ivy Blade
- The Ancient
- The Master